# Bitwa morska pod Curzolą
Bitwa morska pod Curzolą (Korčulą) – starcie zbrojne, które miało miejsce dnia 8 września 1298 r. w trakcie II wojny Wenecji z Genuą.
Flota wenecka pod dowództwem admirała Andrei Dandolo pokonana została przez Genueńczyków pod wodzą admirała Lamba Dorię, który zwycięstwo swe zawdzięcza niespodziewanym dla przeciwnika manewrem floty rezerwowej. 

## Przed bitwą
W czasach średniowiecza w Italii powstały cztery tzw. republiki morskie (repubbliche marinare): Wenecja, Genua, Piza i Amalfi. Początkowo miasta te, czasami działając wspólnie, zwalczały Saracenów i Maurów, a także inne ludy arabskie, najeżdżające wielokrotnie obszary basenu śródziemnomorskiego, w tym wybrzeża Italii. Wojska republik brały udział w licznych krucjatach, budując na wybrzeżach gęstą sieć osad handlowych, przynoszących olbrzymie zyski. Ponieważ zdobywcy, zarówno w sprawach handlowych, jak również militarnych, działali często w sąsiadujących rejonach, po krótkim czasie doszło do nieporozumień pomiędzy czterema republikami. Niejednokrotnie nieporozumienia te doprowadziły do krwawych wojen. 
Już w XII wieku republika Pizy pokonała swojego głównego konkurenta – Amalfi. Jednak 6 sierpnia 1284 r. w bitwie morskiej pod Melorią Piza uległa flocie Genui i sama wypadła z rywalizacji śródziemnomorskiej. 
Bitwa morska pod Curzolą była jedną z wielu bitew toczonych przez obie najsilniejsze republiki – Wenecję i Genuę. Flota republiki Genui była zdecydowanie potężniejsza, mimo to w wojnie z lat 1378–1381 została ostatecznie pokonana przez Wenecję. 
Od 1270 r. pomiędzy obiema stronami panowało zawieszenie broni, co było spowodowane walkami Genui z Pizą i koncentrowaniu się na sprawach handlowych z Orientem. Szlaki handlowe Genueńczyków prowadziły w okolice Morza Czarnego, a stamtąd przez Persję aż do legendarnego Cathay. W roku 1291 stosunki z Wenecją ponownie się zaostrzyły. Dwa lata później doszło do pierwszych walk. Wtedy to siedem genueńskich okrętów handlowych zostało zajętych przez cztery weneckie galery. Po tym zdarzeniu Genua wysłała swoich posłańców do Wenecji, chcąc pokojowo zażegnać konflikt. Misja dyplomatyczna zakończyła się jednak niepowodzeniem, co zapoczątkowało wybuch kolejnej wojny.

## Bitwa
W połowie sierpnia 1298 r. 78 galer pod wodzą admirała Lamba Doria opuściło port w Genui. Początkowo flota skręciła w okolicach wybrzeża jońskiego, po czym wdarła się na zajęte przez Wenecje wody Adriatyku. Tam Genueńczycy przeszukali posiadłości weneckie na wybrzeżu Dalmacji. W trakcie wyprawy w pobliżu Korčuli 7 września 1298 r. flota natknęła się na 98 galer weneckich dowodzonych przez admirała Andreę Dandolo. Początkowo Doria unikał starcia uważnie oceniając siły przeciwnika i wyczekując pomyślnych warunków pogodowych. Wenecjanie działania te zinterpretowali jako tchórzostwo, nieco się rozprężając. Następnego ranka doszło jednak do bitwy. Początkowo Doria trzymał swoją flotę blisko wybrzeża, chcąc uniknąć okrążenia i wykorzystać wschodni wiatr. Dopiero po tym uderzył całą siłą na przeciwnika. Genueńczycy włamali się w szyk okrętów weneckich, gdzie doszło do gwałtownej toczonej ze zmiennym szczęściem walki. Podobnie jak podczas bitwy pod Melorią, Genueńczycy dysponowali w oddaleniu siłami rezerwowymi, które w decydującym momencie na rozkaz Dorii uderzyły na uwikłane w bój okręty weneckie. 
Walka była bardzo gwałtowna i brutalna. W końcu Genueńczykom udało się uzyskać przewagę, co przejawiło się zdobyciem okrętu flagowego wroga. Pojmany admirał Andrea Dandolo miał jakoby zareagować na hańbę porażki samobójstwem. Podobno uderzał on głową w maszt (do którego był przywiązany wraz z innymi jeńcami) tak długo, aż w końcu padł martwy. Inne źródła podają jednak że padł w boju. Wenecjanie utracili 84 okręty, z których 18 jako łupy wojenne zostało zabrane przez przeciwnika do Genui. Śmierć poniosło 9 tys. marynarzy weneckich, 7 tys. natomiast dostało się do niewoli. Jednym z najsłynniejszych jeńców weneckich był Marco Polo, który w niewoli spisał swoje słynne relacje z podróży do Azji i na Daleki Wschód.

## Po bitwie
Bitwa pod Curzolą ukazała siłę floty genueńskiej, która aż do końca XIV w. stała się niepokonana w regionie. Admirał Lamba Doria za swoje zwycięstwo otrzymał pałac w Genui. W przeciwieństwie do Pizy, Wenecja nie zamierzała wycofać się ze swoich posiadłości i prowadzenia tam handlu. Po jakimś czasie republika odbudowała flotę, ponownie zagrażając Genui. 